# Саная, Марина Вальтеровна
Мари́на Ва́льтеровна Сана́я (7 января 1959 года, Москва, СССР — 6 октября 2016, Москва, Россия) — советская фигуристка, серебряный призёр чемпионата СССР 1973 года, участница чемпионатов мира 1972 и 1973 годов, участница Олимпийских игр 1972 года в женском одиночном катании. Дважды (1972 и 1974 годы) выигрывала Кубок СССР.

## Биография
Фигурным катанием начала заниматься с 6 лет. В 13 лет участвовала в Олимпиаде 1972 года, где заняла 18 место. Мастер спорта СССР. Окончила ГЦОЛИФК.
По окончании спортивной карьеры стала чиновником, впоследствии рефери и технический контролёр ИСУ. Была судьей чемпионатов ИСУ и Олимпийских зимних игр. Кандидат педагогических наук, доцент кафедры психологии РГАФК.
Скончалась в Москве  после продолжительной болезни 6 октября 2016 года. Похоронена на Троекуровском кладбище.

## Спортивные достижения
| Соревнования/Сезоны | 1972 | 1973 | 1974 | 1975 |
| ------------------- | ---- | ---- | ---- | ---- |
| Зимние Олимпиады    | 18   |      |      |      |
| Чемпионаты мира     | 21   | 16   |      |      |
| Чемпионаты Европы   | 23   | 11   | 21   |      |
| Чемпионаты СССР     |      | 2    |      | 4    |

## Семья
Дочь футбольного вратаря тбилисского и московского «Динамо» Вальтера Саная.
Была замужем за Юрием Степиным. Сын — Владимир.